# Sofus Elvius

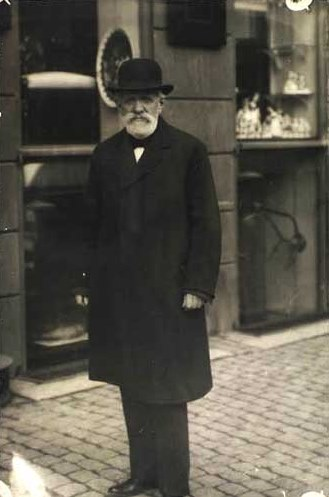
Sofus Elvius.

Sofus Helenus Elvius, född den 3 april 1849 i Köpenhamn, död där den 23 augusti 1921, var en dansk genealog. 
Elvius blev assistent i Livsforsikringsanstalten 1871. Han grundade 1887 Genealogisk Institut, som han ledde till dess nedläggning 1909. Därefter upprättade han Nyt genealogisk Institut. Elvius utnämndes till titulärt justitieråd 1900. Han utgav Danmarks Præstehistorie 1869–1884, Danske patriciske Slægter (1891, tillsammans med Hans Rudolf Hiort-Lorenzen), flera antavlor och många mindre skrifter. Hans arbeten präglas av stor grundlighet och han räknas som en av den moderna danska genealogins grundläggare.